# 小林希唯
小林 希唯（こばやし けい、1976年6月30日 - ）は、日本の女性声優。東京都出身。81プロデュース所属。本名は高橋 桂（たかはし けい）。旧芸名は小林 けい。

## 略歴
以前はマウスプロモーションに所属していた。
2009年5月7日付で81プロデュースに所属。

## 人物
アニメ、外画吹替え、CMナレーションなどで活躍している。
方言は岡山弁。
趣味・特技は殺陣。

## 出演
太字はメインキャラクター。

### テレビアニメ
1998年
- おじゃる丸（少年時代のサム）
- 彼氏彼女の事情

2000年
- とっとこハム太郎（キャピハム）
- ブギーポップは笑わない Boogiepop Phantom（及川小夜子）

2002年
- デュエル・マスターズ（2002年 - 2008年、ブラー） - 2シリーズ
- ふぉうちゅんドッグす（マルコ）
- フォルツァ!ひでまる（半次郎）
- ロックマンエグゼ シリーズ（2002年 - 2006年、カットマン四郎、辰夫、ゾアノカットマン四郎） - 2シリーズ
- わがまま☆フェアリー ミルモでポン!（2002年 - 2005年、アクア、ハルノ） - 3シリーズ

2003年
- PAPUWA（タケウチ）

2004年
- 犬夜叉（奥方）
- 爆裂天使（本郷ユリ、キャスター、ガイド、秘書 他）
- ファンタジックチルドレン（2004年 - 2005年、チット、女中）
- ローゼンメイデン（人形）

2005年
- かみちゅ!（男の子）
- 地獄少女（2005年 - 2017年、主婦、女性記者、純恵） - 3シリーズ
- ToHeart2（女生徒）
- トランスフォーマー ギャラクシーフォース（コビーの母）
- NARUTO -ナルト-（里の男の子）
- 格闘美神 武龍（2005年 - 2006年、高田） - 2シリーズ
- ふたりはプリキュア Max Heart（妹）

2006年
- Kanon（第2作）（生徒）
- 恋する天使アンジェリーク シリーズ（2006年 - 2007年、少女、子供） - 2シリーズ
- 砂沙美☆魔法少女クラブ（巫女長） - 2シリーズ
- ぜんまいざむらい（およねちゃん、雪乃、カミキリ虫）
- タクティカルロア（シイナ・ラケルス）
- ハチミツとクローバーII（孫）
- まじめにふまじめ かいけつゾロリ（2006年 - 2007年、子ヤギE、店員、宇宙人 他）
- 魔法食堂チャラポンタン（ミム兄）
- 無敵看板娘（子供B、キャッチャー）
- 落語天女おゆい（取り巻き、千早太夫、お露、英語教師）

2007年
- 神霊狩/GHOST HOUND（ウグイス嬢）
- スカルマン（橘ひとみ）

2008年
- 銀魂（華）
- 古代王者 恐竜キング Dキッズ・アドベンチャー 翼竜伝説（ジム・オハラ）
- スレイヤーズ シリーズ（2008年 - 2009年、男の子A、少年） - 2シリーズ
- ネオ アンジェリーク Abyss（ハンナ） - 2シリーズ
- ワールド・デストラクション 〜世界撲滅の六人〜（セス）

2009年
- 極上!!めちゃモテ委員長（スタイリスト、竹井沙和）
- 東京マグニチュード8.0（未来の担任）

2012年
- プリティーリズム・ディアマイフューチャー（ゆきえ）

2014年
- ヒーローバンク（おばちゃん）
- プリティーリズム・レインボーライブ（おとはの祖母）

2017年
- Spiritpact
- シルバニアファミリー ミニストーリー（2017年 - 2018年、ショコラウサギのお婆さん、クマのお母さん） - 2シリーズ

2018年
- 一人之下 羅天大醮篇/全性篇（寞梅）

### 劇場アニメ
- 劇場版 とっとこハム太郎 ハムハムハムージャ! 幻のプリンセス（2002年、キャピハム）

### OVA
- トップをねらえ2!（2005年、グルカ・ククシス）
- やわらか三国志 突き刺せ!! 呂布子ちゃん（2007年、ユキエ、女将）

### Webアニメ
- リーンの翼（2005年、クロト）

### ゲーム
- グローランサーIV（2003年、ディクセンの妻）
- アーマード・コア4（2006年）
- 天地の門2 武双伝（2006年、カシュー･カーラ）
- セツの火（2007年、永春くぐり）
- 剣と魔法と学園モノ。（2008年、クラッズ・男）

### ドラマCD
- LOVELESS CHARACTER DRAMA CD Vol.3（女）

### 吹き替え

#### 映画
- アンジャリ（アンジャリ）
- アンダー・サスピション
- インターチェンジ
- インビジブル ※ソフト版
- VOICE ヴォイス
- オズ はじまりの戦い（怪力男の妻）
- ガーフィールド2
- カポーティ
- 華麗なるギャツビー（マッキー夫人）
- ザ・テンタクルズ
- サムサッカー
- Sally サリー 〜夢の続き〜（ベス〈レイチェル・リー・クック〉）
- 心霊写真
- ステップシスター（メーガン）
- スパイゲーム
- Celine〜セリーヌ（アン・ルネ）
- ドクター・エクソシスト（カミラ〈カタリーナ・サンディノ・モレノ〉）
- トルネードストーム
- 野良犬たちの掟（ロベルタ）
- ファイアーストーム（ティナ）
- フォールアウト（パトリシア〈ジュリー・ボーウェン〉[12]）
- ブラック・スワン（ガリーナ）
- ボーイズ・ドント・クライ
- ヤァヤァ・シスターズの聖なる秘密
- ラグタイム しっちゃかめっちゃか大騒動
- ラスムスくんの幸せをさがして（グンナル）
- リトル・ミス・サンシャイン

#### ドラマ
- アフターショック/ニューヨーク大地震（カーラ〈ブライアン・マコーリー〉）
- アメリカン・ゴシック 〜偽りの一族〜（テッサ・ロス〈メーガン・ケッチ〉）
- 美男ですね（ユ・ヘイ）
- WITHOUT A TRACE/FBI 失踪者を追え!3 #7
- 刑事トム・ソーン 声なき目撃者
- ケネディ家の人びと
- ザ・シールド ルール無用の警察バッジ（マーラ）
- The O.C.（アンナ・スターン〈サミーア・アームストロング〉）
- ダーティ・セクシー・マネー（ジュリエット・ダーリング〈サミーア・アームストロング〉）
- TOUCH/タッチ（グレース）
- パワーレンジャー・ライトスピード・レスキュー（ヘザー）
- プライベート・プラクティス4 #11
- ボディ・オブ・プルーフ2 死体の証言

#### テレビ番組
- プロジェクト・ランウェイ（ノーラ）

#### アニメ
- インサイド・ヘッド（ママのムカムカ）
  - インサイド・ヘッド2（場内アナウンス[13]）
- Oops!フェアリー・ペアレンツ（ティミー・ターナー）
- おさるのジョージ
- キッドvsキャット（ミリー・バートンバーガー）
- 手裏剣スクール（オクニ）
- トータリー・スパイズ!（マンディー）
- ドーラといっしょに大冒険（ブーツ）※ニコロデオン版
- Hi Hi Puffy AmiYumi（アミ、ジャンケン）
- ブルーイ（チリ）
- わんぱくデルフィー（デルフィー）

### シリーズ一覧
1. ↑  第1シリーズ（2002年 - 2003年）、第4シリーズ『BEAST』（2006年）